# Wiry-au-Mont
 Wiry-au-Mont  es una población y comuna francesa, en la región de Picardía, departamento de Somme, en el distrito de Abbeville y cantón de Hallencourt.

## Demografía
| 116 | 116 | 118 | 111 | 92 | 96 |
| Para los censos de 1962 a 1999 la población legal corresponde a la población sin duplicidades (Fuente: INSEE [Consultar]) |     |     |     |    |    |